# Кыртаёль (приток Берёзовки)
Кы́ртаёль (Кырта-Ёль) — река в России, течёт по территории городского округа «Вуктыл» на востоке Республики Коми. Устье реки находится в 14 км по левому берегу реки Берёзовка.
Название Кыртаёль состоит из двух компонентов: кырта — «скала; скалистое обнажение» и ёль — «ручей в лесу; лесная речка».
Длина реки составляет 12 км, площадь водосборного бассейна — 65,84 км².
Кыртаёль образуется на высоте 122 м над уровнем моря в месте слияния Левой Кыртаёль и Правой Кыртаёль. Преобладающим направлением течения является северо-запад. Течёт по болотистой лесной местности. Впадает в Берёзовку с левой стороны на высоте 82 м над уровнем моря.

## Данные водного реестра
По данным государственного водного реестра России относится к Двинско-Печорскому бассейновому округу, водохозяйственный участок реки — Печора от водомерного поста у посёлка Шердино до впадения реки Уса, речной подбассейн реки — бассейны притоков Печоры до впадения Усы. Речной бассейн реки — Печора.
Код объекта в государственном водном реестре — 03050100212103000063139.